# 河合風花
河合 風花（かわい ふうか、2月25日 - ）は、日本の元グラビアアイドル、元女性タレント、女優。長野県出身。グラヴィティに所属していた。

## 略歴
長野県にて3人姉妹の長女（妹が2人いる）として生まれる。2006年、K's Gardenに所属しタレントデビュー。グラビア、舞台を中心に活動。2009年よりシャイニングウィルへ移籍。同年6月、amebloブログにて『Cyome』を開設。2011年8月13日、DVD発売イベントをもってシャイニングウィルを退所。
2012年10月、グラヴィティに移籍。2013年2月14日、中村葵、高橋亜弓、菜乃花らと共に新ユニット『FaDeLess』（ファドレス）の結成を発表。2013年9月、日本テレビ「アイドルの穴〜日テレジェニックを探せ!〜」にて 、候補生100人のアイドルの中から人気投票でベスト10入り。準日テレジェニック2013に選ばれる（ベストファイト賞）。2014年3月16日、アイドルユニット『READY TO KISS』に新加入。
2016年12月20日の自身のブログで、翌2017年2月末を以って芸能界を引退することを発表、引退後は看護師を目指すとした。翌2017年2月26日が引退日となった。
2017年4月から看護学校に入学し、2020年3月卒業。同年、看護師国家試験に合格し、4月より看護師として働く。
2023年3月1日、I-GETに所属し、元スルースキルズの辺見レナプロデュースの大人のアイドルグループVenus Parfait（ヴィーナス・パルフェ）結成を発表。メンバーは元READY TO KISSの河合風花、一ノ瀬杏樹。元SAY-LAの森のんの。河合はグループの発起人となった。本業と並行で無理なく活動していく「アイドルとしてのセカンドキャリア」を目指すとしている。

## 人物
- 趣味は耳かき、読書、映画鑑賞（園子温監督作品）。特技はベーグル作り。簿記・ビジネスワープロ2級の資格を持っている。好きなものは絶望要塞、リアル脱出ゲーム、ラーメン二郎（全マシ）など。
- チャームポイントは、以前はコンプレックスだったという唇。ファンに良いと言われ今ではチャームポイントとなっている[7]。
- タレントで仲が良いのは木嶋のりこと鈴木ゆき。2人を姉のように慕っている[8]。

## 出演

### シングル
- READY TO KISS「Chu Chu」（初回盤D 河合風花メインジャケト）Single,CD+DVD,Limited Edition（2015年1月14日）

### 映像作品
- 河合風花 初恋メモリー The 1st（2010年8月）
- S&F（2011年1月）
- floral（2011年7月）
- 恋する乙女（2014年1月）

### テレビ
- 刑事鳴沢了2 (フジテレビ)
- さんま くりぃむの芸能人マル秘裏情報グランプリ (フジテレビ)
- 夜遊び三姉妹 (2013年2月、日本テレビ)
- ストライクTV (2013年3月、テレビ朝日)
- アイドル☆リーグ! (2013年5月、NOTTV)
- アイドルの穴〜日テレジェニックを探せ!〜 (2013年7月 - 9月、日本テレビ)
- 革命！グラドル新党 (2013年10月〜、スカパー!（アシスタントMCも務める）アイドル専門チャンネルPigoo)
- ミュージックドラゴン 〜音楽龍〜 (2013年11月、日本テレビ)
- 私の何がイケないの?  (2013年11月、TBS)
- タカトシ&茂木のもしものドッキリ〜SP  (2013年11月、テレビ朝日)
- サンドウィッチマンクイズプレゼンショ―    (2013年11月、千葉テレビ放送)
- 佛の顔も!サンドウィッチマン  (2014年2月、NOTTV)
- 磨けよ乙女ッ!  (2014年6月、TOKYO MX)
- ゴッドタンキモンスターズ チャンプ6  (2014年8月16日、テレビ東京)
- 24時間テレビ 「愛は地球を救う」37 (2014年8月30日 - 8月31日、日本テレビ)
- あのニュースで得する人損する人  (2014年10月30日・2015年1月22日、日本テレビ)

### CM
- モンスターストライク

### 映画・Vシネマ
- 「バレットリヴァース」鳴海ノア役
- 「髑髏男の白い百合」桜沢杏役
- 「新宿スワン」

### ラジオ
- くにまるジャパン  「クイズレストラン・ジャポネ」(2015年6月5日、文化放送)

### 舞台
- 「WATER GIRLS」ハル役2007年6月
- 「ほっとWATER GIRLS」泉役2007年11月
- 「北枕動物園へようこそ」主演2008年10月
- 「冬椿」(女神座ATHENA) 2011年12月
- 「アクトレース」 2013年10月 - 12月

### ネット配信
- あっとおどろく!放送局「ガールズトレイン」2009年2月
- ランボールギーニ カフェ (2013年10月、Ustream) アシスタントMC
- 『インスタントジョンのかわいこちゃ〜んNEO』プレミアム放送(2014年6月、Amebaスタジオ)
- 芸ごと (2014年8月〜、Ustream)

### その他
- 2ちゃんねるの呪い2
- 全日本コール選手権覇者男子寮〜コール普及活動 アイドルの卵と合コン編〜
- 小学館sabranetガールズ 電子写真集発売への道！(2014年9月〜11月sabranet)
- 第一興商カラオケDAMコンテンツ《グラカラ》【ひまわりの約束/秦基博】に登場！

配信期間2015/3/15〜2016/2/11

## 書籍

### 写真集
- 電子書籍「ロリかわコレクション」おねだり上手なあの子
- 電子書籍「ロリかわコレクション」vol.2   甘いキスしたい
- 電子書籍「ロリかわコレクション」vol.3    甘え上手なかわいいメイド
- 電子写真集「デスクトップギャルコレクション」
- Kimito（ヤフーグラビア）2014年11月
- 電子写真集「sabra net girls マシェバ     ラスペシャル1」2014年12月25日

### 雑誌
- 「情報誌Goo3月発売号」（2013年3月）
- 「Exciting MAX！6月号」（2013年4月）
- 集英社「週刊ヤングジャンプ」（2013年11月）
- 学研パブリッシング「BOMB」（2013年12月）
- 講談社「FRIDAY」（2013年12月）
- 扶桑社「週刊SPA！」（2014年1月）
- 集英社「週刊プレイボーイ」

（2014年4月）
- 双葉社「週刊大衆ヴィーナス」（2014年6月）
- 白泉社「ヤングアニマル」（2014年6月）
- 星雲社「MARQUEE  Vol.104」READY TO KISS（2014年8月）
- 三栄書房「モーターファン別冊ニューモデル速報 第500弾 新型デミオのすべて」（2014年10月）
- 三栄書房「モーターファン別冊コンパクトカーのすべて2015年」（2014年10月）
- 講談社「ヤングマガジン第51号」

READY TO KISS（2014年11月）
- 三栄書房「モーターファン別冊総括シリーズvol.68  2015年国産&輸入SUVのすべて」（2014年12月25日）
- 白泉社「ヤングアニマル」プレゼントページ（2014年12月26日）
- ぶんか社「EX MAX」純白ビキニーズ（2014年12月26日）
- 白泉社「ヤングアニマル嵐」プレゼントページ（2015年1月5日）
- 星雲社「MARQUEE  Vol.109」READY TO KISS（2015年6月10日）